# Polyrhachis albertisi
Polyrhachis albertisi é uma espécie de formiga do gênero Polyrhachis, pertencente à subfamília Formicinae.